# Gare de Metzeral
Gare de Metzeral vasútállomás Franciaországban, Metzeral településen.

## Vasútvonalak
Az állomást az alábbi vasútvonalak érintik:
- Colmar–Metzeral-vasútvonal

## Kapcsolódó állomások
A vasútállomáshoz az alábbi állomások vannak a legközelebb:
- Gare de Muhlbach-sur-Munster